# メレナ
メレナ（独: Meläna、英: melena、仏: melæna）とは、上部消化管や小腸、上行結腸からの出血が消化され便として排出される状態。血便の一種で、黒色となった便のこと。タール便（タールべん）、黒色便（こくしょくべん）とも呼ばれる。血様下痢とは異なる。通常は黒色タール状であり、上部消化器の大量の出血を示唆し緊急事態と見なされる。本稿に於いては成人での症候に関し記述する。

## 診断
血液に含まれるヘモグロビンは消化液にさらされて、赤から黒へと色調が変わる。肛門に近い箇所からの出血は、赤みを帯びた血便としてみられ、黒色便とは区別される。
ヒトでの医療: 肉や魚、血液、鉄分を多く含む食品・薬物を摂取すると便が黒くなる。この場合、鉄を検出するグアヤック法便潜血検査では偽陽性がみられる。現在では便潜血検査では、ヒト・ヘモグロビンに対するモノクローナル抗体を用いた検査が主となっている。

## 原因
疾患など
メレナの原因として鼻出血、マロリー・ワイス症候群（食道裂傷）、びらん性食道炎、上部消化管腫瘍、食道静脈瘤、胃潰瘍、胃ポリープなどが存在する。また、小腸の病変や大腸癌であっても右側結腸などからの出血では黒色便となることもある。
薬剤性
ビスマス製剤、鉄剤の服用
食餌性
血液、鉄分を多く含む食品の摂食。イカスミ料理の喫食など。

## 機序
ヘモグロビンは酸素と結合していると赤色だが、酸素と遊離すると暗赤色となる。またヘモグロビン中の鉄は酸化を受け黒色を呈するため、このような黒色便となる。
鉄の存在で黒色便となるため、鉄欠乏性貧血で鉄剤を服用していると、同様な便の色を呈する。

## 鑑別診断
- 新生児メレナ - ビタミンK欠乏症による出血傾向
- 鼻出血を嚥下した場合
- 胃潰瘍・胃癌
- 膵頭部癌
- 小腸腫瘍・小腸動静脈奇形
- 大腸癌・大腸憩室炎

など